# Georg-Christof Bertsch

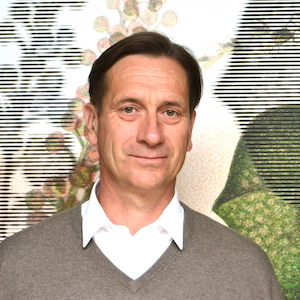
Georg-Christof Bertsch

Georg-Christof Bertsch (* 30. Mai 1959 in Seeheim-Jugenheim) ist ein deutscher Corporate Identityberater und Publizist.

## Leben
Bertsch studierte Kunstgeschichte an der TU Berlin und gründete 1988 zusammen mit Matthias Dietz das erste deutsche Designmanagementbüro. 1990 schrieb er zusammen mit Barbara Friedrich den Ambiente Euro Design Guide, das erste deutsche Lexikon zu zeitgenössischem Design. 1997 lancierte er, zusammen mit Hans Höger, Christian Möller und Markus Weisbeck, www.euro design guide.de, eine der ersten deutschen Designplattformen im Internet. 1995 gründete er zusammen mit seiner Frau Annette die Bertsch & Bertsch Corporate Design Corporate Communications GmbH. 1996 war er zusammen mit Hans Höger Kurator von Attitudes for the Next Millennium auf der International Aspen Design Conference. Seit August 2020 publiziert er, zusammen mit Rainer Gehrisch und Nicholas Markwald, den wöchentlich erscheinenden DDCAST - Podcast zu nachhaltigem Design des Deutschen Designer Club.

## Lehrtätigkeit
Ab 2005 war er mehrfach als Gastprofessor für Designmanagement im Design Master Kurs der Bezalel Academy of Art and Design in Jerusalem tätig. 2006 bis 2013 nahm er Gastdozenturen an der Technischen Universität Istanbul wahr. 2005 wurde Bertsch Gastprofessor am Fachbereich Architektur der Fachhochschule Düsseldorf (Peter Behrens School of Architecture) und 2007 am Fachbereich Produktgestaltung der Hochschule für Gestaltung in Offenbach am Main. Dort betrieb er zusammen mit Petra Kellner, bis zu deren Pensionierung 2019, die Internationale Projektplattform Offenbach, eine global aktive, Disziplinen übergreifenden Arbeitsplattform für nachhaltiges Design. Im Dezember 2008 wurde er vom Senat der Hochschule für Gestaltung, Offenbach, zum Honorarprofessor auf Lebenszeit gewählt. In dieser ehrenamtlichen Tätigkeit hat er, neben der Lehrtätigkeit, Praxis-Projekte sowie Konferenzen durchgeführt. Von September 2010 bis 2012 fungierte er als Head of Global Water Group der Cumulus Organisation, einem globalen Zusammenschluss von Designhochschulen. Zusammen mit Kai Vöckler und Peter Eckart gründete er 2014 das Designinstitut Mobilität und Logistik der Hochschule für Gestaltung in Offenbach am House of Logistics & Mobility. 2017 führte er die internationale Konferenz über Design und Sprachbildung Nichtwort durch.

## Ehrenamt
Bertsch war von 1990 bis 1995 Präsident des Design Horizonte e. V. in Frankfurt am Main. Er war von 2004 bis 2011 Stellvertretender Vorstandsvorsitzender des Staatliche Hochschule für Bildende Künste – Städelschule Portikus e. V., Frankfurt; bis 2012 war er Mitglied des Kuratoriums Städelschule dieser Organisation. Am 27. Mai 2008 wurde er als erster Deutscher in das Board of Governors der Bezalel Academy of Arts and Design in Jerusalem gewählt, wo er bis 2022 drei Amtszeiten tätig war. 2011 bis 2022 war er Mitglied im Kuratorium des Weltkulturen Museum, Frankfurt am Main. Am 13. April 2018 wurde er in den fünfköpfigen Beirat des Deutschen Design Club e. V. gewählt.

## Werke (Auswahl)
- mit Kim Lauenroth: Ethik <?> Digitales Design. In: Jahrbuch Digitaldesign der bitKom. bitKom e. V., Berlin, 2022, S. 117–126.
- mit Thomas Jaeger et al: Identifying Humanitarian Design-opportunities in spaces of extreme restrictions.  published at Design Networking Hub of the German Design Council, 2. August 2022.
- Design muss als politisch hoch aufgeladene Praxis gelehrt werden. In: Kai Vöckler, Thilo Schwer: Der Offenbacher Ansatz. Zu Theorie der Produktsprache. Transscript Verlag, Bielefeld, 2021, S. 412ff.
- What is our reference framework for sustainable digital design? Vortrag bei der Bikom Digital Design working group, online, Frankfurt, 2. Juni 2020.
- Warum ist Design nicht systemrelevant. Interview von Martina Metzner für DDC, Juni 2020.
- NICHTWORT.de Gestaltung für Sprachbildung. Kurator und Chefredakteur, 2017.
- Bücher und Buchstaben und Schreibschrift In: Reinhard Klimmt (Hrsg.): Reihenweise. Die Taschenbücher der 50er Jahre. Achill Press, 2016.
- The effect of risk management on brand and reputation management In: Risk Management in Law Firms, Strategies for Safeguarding the Future, ed. by Hermann J. Knott, International Bar Association, Global Business Publishing, London, 2014: Georg-Christof Bertsch, BERTSCH.BRAND CONSULTANTS / Simon Chester, Heenan Blaikie LLP / Jane Hunter, Aon Risk Solutions
- Material Grove – from traditional material to material innovation Markus Holzbach, Georg-Christof Bertsch (Hrsg.), HfG University of Art & Design Offenbach Press, 2014.
- Zwei Göttinnen des indischen Design In: stylepark: Frankfurt 2011, Ausgabe 1. August
- Product Design & Water – towards a vision for education Conference Paper Cumulus Paris, France, 19.–22. Mai, Université de Sèvres, Paris
- klimaroute.de – Klimawandel und Flüsse verstehen (Konzept und Chefredakteur), 2010.
- Bambú brasileiro or the future of a material In: stylepark, Frankfurt 2009, Ausgabe 6. Juni
- Undisciplined? Design in an age of massive change. In: Hans Höger (Hrsg.): Design Research. Mailand 2008, S. 96–117.
- Der Raum der Erinnerung. In: Jan Hoet (Hrsg.): V+W Designmatrix. Hatje Cantz, Ostfildern 2006, S. 113–144.
- Build or Die. Constructing survival. In: Jesko Fezer (Hrsg.): Designcity. Die Gestalten Verlag, Berlin 2006, S. 149 f.
- Common Sense. In: Christian Wurster (Hrsg.): V+W Privatbuch. Selbstverlag Vogt und Weizenegger, Berlin 2005, S. 104 ff.
- Avrupali, kendi kültür baskentini tanimiyor. In: Cumhuriyet Hafta vom 31. August 2007, S. 1 und 13.
- mit Özlem Er: The Benefits of Organizing International Design Workshops to Gain a Deeper Understanding of the Local Context. In: Juried Education Papers. Global Issues (The ICSID IDSA World Congress, 17.–20. Oktober 2007, San Francisco, USA).
- mit Hans Höger: Attitudes for the next Millennium. In: Gestalt – Visions of German Design, IDCA 1996 Verlag Form, Frankfurt am Main, 1997, S. 213–218.